# Voetbalelftal van de Duitse Democratische Republiek in 1970
Het Voetbalelftal van de Duitse Democratische Republiek speelde in totaal zes interlands in het jaar 1970, waaronder twee wedstrijden in de kwalificatiereeks voor de EK-eindronde 1972 in België. De nationale selectie stond onder leiding van bondscoach Georg Buschner.

## Balans
| Wedstrijden | Wedstrijden | Wedstrijden | Wedstrijden | Doelpunten | Doelpunten | Doelpunten | Punten |
| Gespeeld    | Winst       | Gelijk      | Verlies     | Voor       | Tegen      | Saldo      | Punten |
| ----------- | ----------- | ----------- | ----------- | ---------- | ---------- | ---------- | ------ |
| 6           | 4           | 1           | 1           | 18         | 4          | +14        | 1.500  |

## Interlands
|                                                  |                     |       |                                |                                                                                 |
| 16 mei Vriendschappelijk № 90 «onderlinge duels» | Polen               | 1 – 1 | Duitse Democratische Republiek | Stadion Wisły, Krakau Toeschouwers: 26.595 Scheidsrechter: Nicolae Rainea (ROM) |
| 16 mei Vriendschappelijk № 90 «onderlinge duels» | Kazimierz Deyna 19' |       | 22' Eberhard Vogel             | Stadion Wisły, Krakau Toeschouwers: 26.595 Scheidsrechter: Nicolae Rainea (ROM) |

|                                                   |                                                                                             |       |      |                                                                                         |
| 26 juli Vriendschappelijk № 91 «onderlinge duels» | Duitse Democratische Republiek                                                              | 5 – 0 | Irak | Ernst-Abbe-Sportfeld, Jena Toeschouwers: 10.000 Scheidsrechter: Brunon Piotrowicz (POL) |
| 26 juli Vriendschappelijk № 91 «onderlinge duels» | Peter Ducke 8' Peter Ducke 22' Hans-Jürgen Kreische 37' Eberhard Vogel 47' Konrad Weise 88' |       |      | Ernst-Abbe-Sportfeld, Jena Toeschouwers: 10.000 Scheidsrechter: Brunon Piotrowicz (POL) |

|                                                       | |       |       |                                                                                  |
| 6 september Vriendschappelijk № 92 «onderlinge duels» | Duitse Democratische Republiek                                                                                    | 5 – 0 | Polen | Ostseestadion, Rostock Toeschouwers: 15.000 Scheidsrechter: Yuriy Bocharov (URS) |
| 6 september Vriendschappelijk № 92 «onderlinge duels» | Michael Strempel 36' Helmut Stein 48' Hans-Jürgen Kreische 55' Eberhard Vogel 67' (pen.) Hans-Jürgen Kreische 84' |       |       | Ostseestadion, Rostock Toeschouwers: 15.000 Scheidsrechter: Yuriy Bocharov (URS) |

|                                                     |                                |       |           |                                                                                   |
| 11 november EK-kwalificatie № 93 «onderlinge duels» | Duitse Democratische Republiek | 1 – 0 | Nederland | Dynamo-Stadion, Dresden Toeschouwers: 30.089 Scheidsrechter: Curth Liedberg (SWE) |
| 11 november EK-kwalificatie № 93 «onderlinge duels» | Peter Ducke 56'                |       |           | Dynamo-Stadion, Dresden Toeschouwers: 30.089 Scheidsrechter: Curth Liedberg (SWE) |

|                                                     |           | |                                |                                                                                    |
| 15 november EK-kwalificatie № 94 «onderlinge duels» | Luxemburg | 0 – 5 | Duitse Democratische Republiek | Stade Municipal, Luxemburg Toeschouwers: 3.800 Scheidsrechter: Anton Bucheli (SUI) |
| 15 november EK-kwalificatie № 94 «onderlinge duels» |           | 21' Eberhard Vögel 29' Hans-Jürgen Kreische 36' Hans-Jürgen Kreische 39' Hans-Jürgen Kreische 78' Hans-Jürgen Kreische |                                | Stade Municipal, Luxemburg Toeschouwers: 3.800 Scheidsrechter: Anton Bucheli (SUI) |

|                                                       |                                                    |       |                                |                                                                                    |
| 25 november Vriendschappelijk № 95 «onderlinge duels» | Engeland                                           | 3 – 1 | Duitse Democratische Republiek | Wembley Stadium, Londen Toeschouwers: 93.000 Scheidsrechter: Rudolf Scheurer (SUI) |
| 25 november Vriendschappelijk № 95 «onderlinge duels» | Francis Lee 12' Martin Peters 21' Allan Clarke 63' |       | 27' Eberhard Vogel             | Wembley Stadium, Londen Toeschouwers: 93.000 Scheidsrechter: Rudolf Scheurer (SUI) |

## Statistieken
| Jürgen Croy          | 1946-10-19 | Sachsenring Zwickau | 6 | 0 | 0 | 18 | 0  |
| Wolfgang Blochwitz   | 1941-02-28 | FC Carl Zeiss Jena  | 0 | 1 | 0 | 11 | 0  |
| Verdediging          |            |                     |   |   |   |    |    |
| Lothar Kurbjuweit    | 1950-11-06 | FC Carl Zeiss Jena  | 6 | 0 | 0 | 6  | 0  |
| Michael Strempel     | 1944-03-09 | FC Carl Zeiss Jena  | 6 | 0 | 1 | 6  | 1  |
| Otto Fräßdorf        | 1941-02-05 | Vorwärts Berlin     | 3 | 0 | 0 | 33 | 4  |
| Frank Ganzera        | 1947-09-08 | Dynamo Dresden      | 3 | 0 | 0 | 4  | 0  |
| Klaus Sammer         | 1942-12-05 | Dynamo Dresden      | 3 | 0 | 0 | 3  | 0  |
| Bernd Bransch        | 1944-09-24 | Hallescher FC       | 2 | 0 | 0 |    |    |
| Jürgen Werner        | 1942-03-31 | FC Carl Zeiss Jena  | 1 | 0 | 0 | 1  | 0  |
| Konrad Weise         | 1951-08-17 | FC Carl Zeiss Jena  | 0 | 1 | 1 |    |    |
| Udo Preuße           | 1945-04-19 | FC Carl Zeiss Jena  | 0 | 1 | 0 |    |    |
| Middenveld           |            |                     |   |   |   |    |    |
| Hans-Jürgen Kreische | 1947-07-19 | Dynamo Dresden      | 6 | 0 | 7 | 14 | 11 |
| Peter Rock           | 1941-12-16 | FC Carl Zeiss Jena  | 6 | 0 | 0 | 10 | 1  |
| Harald Irmscher      | 1946-02-12 | FC Carl Zeiss Jena  | 4 | 1 | 0 |    |    |
| Helmut Stein         | 1942-11-09 | FC Carl Zeiss Jena  | 4 | 0 | 0 |    |    |
| Rainer Schlutter     | 1946-09-14 | FC Carl Zeiss Jena  | 2 | 1 | 0 |    |    |
| Jürgen Sparwasser    | 1948-06-04 | 1. FC Magdeburg     | 0 | 3 | 0 |    |    |
| Aanval               |            |                     |   |   |   |    |    |
| Eberhard Vogel       | 1943-04-08 | FC Carl Zeiss Jena  | 6 | 0 | 5 |    |    |
| Peter Ducke          | 1941-10-14 | FC Carl Zeiss Jena  | 6 | 0 | 3 | 31 | 12 |
| Henning Frenzel      | 1942-05-03 | Lokomotiv Leipzig   | 2 | 2 | 0 |    |    |
| Wolfram Löwe         | 1945-05-14 | Lokomotiv Leipzig   | 0 | 1 | 0 |    |    |